# دبی رایان
دبورا آن پوپ (انگلیسی: Deborah Ann Popp؛ زادهٔ ۱۳ مهٔ ۱۹۹۳) که بیشتر تحت نام حرفه‌ای دبی رایان شناخته می‌شود، یک خواننده، و هنرپیشه اهل ایالات متحده آمریکا است. وی از سال ۲۰۰۶ میلادی تاکنون مشغول فعالیت بوده‌است. از سال ۲۰۰۸ الی ۲۰۱۱، او نقش بیلی پیکت را در مجموعه تلویزیونی زندگی سوئیت روی عرشه، و ابی جنسن را در فیلم شبکهٔ دیزنی تحت عنوان ۱۶ آرزو ایفا کرد. از سال ۲۰۱۱ تا ۲۰۱۵، رایان نقش شخصیت اصلی مجموعه تلویزیونی جسی را بازی کرد، و همچنین نقش پتی بلادل را در سریال نتفلیکس تحت عنوان تسکین‌ناپذیر (۲۰۱۸) ایفا کرد.او در فیلم دختر اسبی نیز بازی کرده است.